# Аґарта

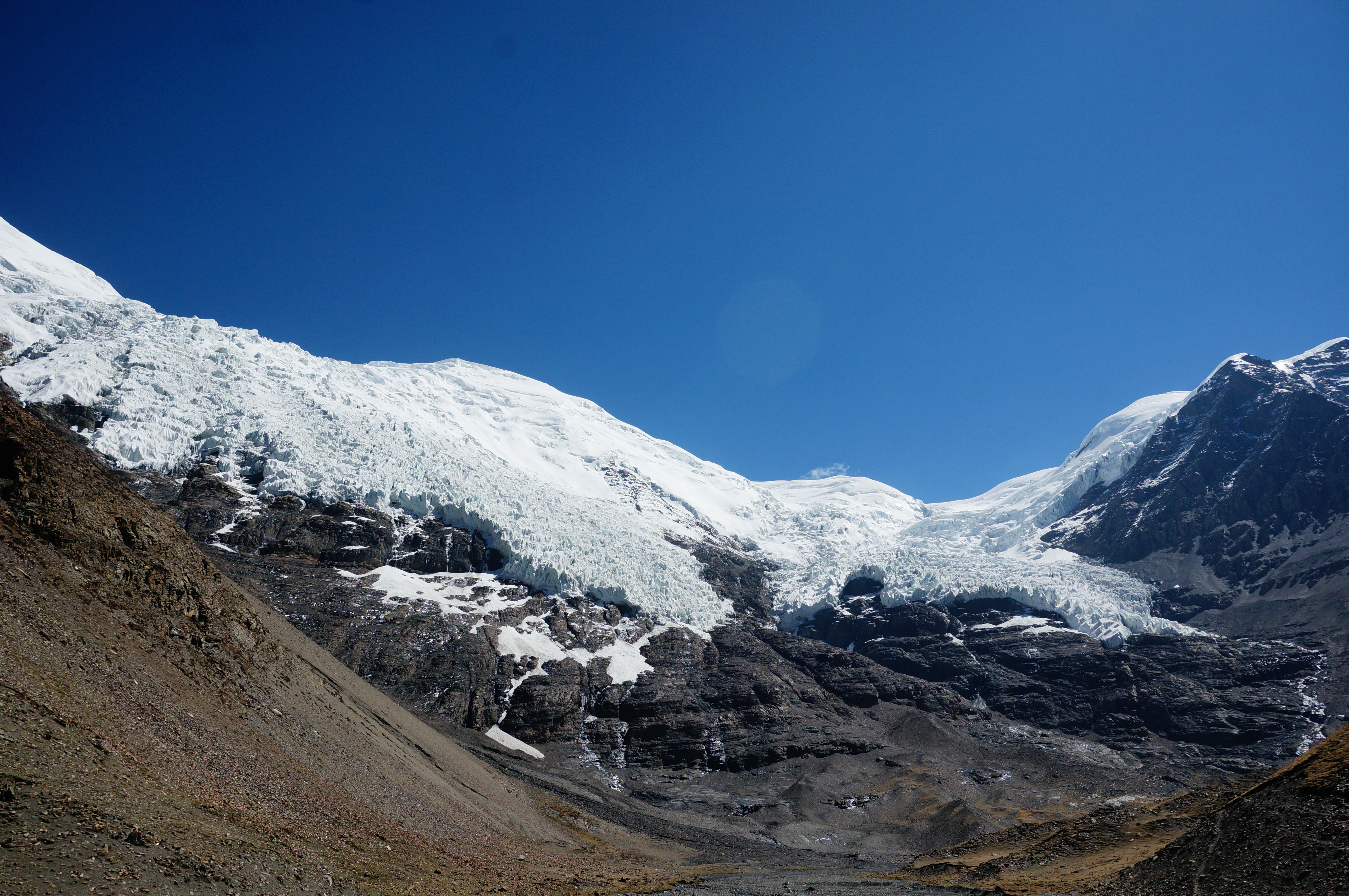
Тибет, популярне місце розташування Аґарти

Аґа́рта, також Аґарті або Аґартха — легендарна підземна країна чи місто, населена охоронцями знань людства та керівниками його історії. Хоча її образ складено із фрагментів стародавніх легенд різних народів, власне Аґарта вперше згадується в езотеричній та окультній літературі тільки в XIX—XX століттях. Часто її розташуванням вважається Тибет або Гімалії. Іноді вважається іншою назвою Шамбали.

## Аґарта в окультизмі та езотериці
Вперше країна згадана в романі Луї Жаколіо «Сини Божі» (1873) в формі Азґарта (Asgartha). Автор писав про розповідь одного брахмана, від якого чув легенду про країну, де засідав верховний брахман, але вона була захоплена аріями та врешті знищена північними племенами близько 5 тис. років тому. В окультному трактаті Сент-Іва д'Альвейдра «Місія Індії в Європі» (1885) згадується країна Аґартта (Agartta), перенесена від околиць міста Айодх'я під землю на початку Калі-юґи близько 3200 років до н. е. Сент-Ів описував цю країну як сховище всіх знань людства, населену дивовижними тваринами. В столиці Аґарти стоїть золотий трон із зображеннями 2 млн добрих богів. Автор трактував назву країни як «закрита для анархії». Коли людство достатньо розвинеться технологічно й духовно, Аґарта відкриється для світу на поверхні. З цими уявленнями перегукувався сюжет фантастичного роману Едуарда Булвера-Літтона «Прийдешня раса» (1871), де описувалася підземна раса надлюдей вріл-я.
Фердинанд Оссендовський в книзі «Звірі, люди, й боги» (1922) з посиланням на розповіді монгольських лам наводив легенду про підземну країну Аґарта (Agartha), назва якої означає «недосяжна». Вона нібито має виходи на поверхню в багатьох місцях, зокрема в Тибеті й Америці. Там живе дуже мудрий народ, який не знає злочинів. Його населення налічує мільйони осіб і складається з уцілілих людей минулих циклів історії. Жителі Аґарти записують на камінних плитах усі наукові досягнення жителів поверхні. Править Аґартою Цар Світу, що знає таємниці світобудови та керує перебігом подій по всій Землі. В розпорядженні людей Аґарти є зброя, здатна спустошити всю поверхню. У 1890 Цар Світу, як стверджується, повідомив ламам, що невдовзі настане час великих потрясінь і він виведе своє військо на поверхню для боротьби зі злом.
Рене Генон у «Царі світу» (1927) стверджував про Аґарту як сховище знань, доступ куди з часом утруднився через моральний занепад світу. Потрапити в Аґарту можуть лиш ті, хто пізнав вищого Брахмана. Такі люди здобувають таємні знання й безсмертя.
На формування образу Аґарти, пізніше популярного в нацистських окультистів, вплинули інтереси Теодора Ілліона до країни Шамбала. В книзі «Темрява над Тибетом» (1937) він наводив переказ, отриманий у 1775 році від третього Панчен-Лами Лобсанга Палдана Йешея. Той повідомляв про свою подорож до Шамбали в Тибеті, котру нібито здійснив особисто, та згадував пророцтво, що в майбутньому звідти вийде величезне військо для боротьби проти релігії млеччха, в якій вбачається іслам. Після цього має настати наступна Сатья-юґа — епоха справедливості й достатку. Панчен-Лама повідомляв, що потрапити в Шамбалу можна тільки спеціальним шляхом, який пролягає в тому числі по території Росії. Микола Реріх також писав, спираючись на народні повір'я, що вихід із Аґарти на поверхню є в Росії біля гори Білуха на Алтаї. Імовірно, ці припущення від передавав у 1930-і в «Аненербе». Реріх проводив паралелі між Аґартою та легендарною острівною країною Туле й Шамбалою. Теодор Ілліон запевняв, що сам він особисто повторив шлях Панчен-Лами в 1930-і та відвідав підземне місто. 
Мігель Серрано стверджував, що Земля порожниста і там є ашрам мудреців, здатних перетворювати матерію. Серрано описував Гітлера як прибульця з Шамбали/Аґарти, котрий вирушив туди після Другої світової війни та готує там армію для повернення і зрештою приведе арійську расу до перемоги. Свідчення про Аґарту становили великий інтерес для Генріха Гіммлера, котрий поділяв думку Карла Вілігута про те, що в Тибеті збереглася прадавня «істинна» релігія стародавніх германців — ірмінізм, і імовірно матеріальна спадщина арійської раси. Вілігут також особисто спілкувався з членами експедиції Ернста Шефера, спорядженої в Тибет. Карл Гаусгофер заявляв начебто відвідував Тибет і приніс звідти знання, котрі поширив у товаристві Туле (насправді він лише міг отримати тибетські перекази, коли був у Японії, Бірмі, Індії та Малайзії).
Тревор Рейвенскрофт у романі «Спис долі» (1971) відводив назву Аґарта течії аріїв, які присягнули на службу Люциферу. В його викладі, народ Аґарта мешкає в гірських печерах біля Ісландії і перекази про нього лягли в основу легенди про Туле. Він погодився допомогти німецьким нацистам у 1929 році, заснувавши в Німеччині та низці інших країн окультні товариства.
Агван Доржієв приписував нацистам союз із Шамбалою, послідовниками якої ті начебто вважали СРСР і комуністів узагалі. Проте пізніше Шамбала відмовила в допомозі і Гітлер уклав союз із її противниками з Аґарти, котру ототожнював з міфічним Асґардом.

## Аґарта в фантастиці
Роман Джорджа Емерсона «Димний бог» (1908) описує Аґарту як підземну країну, населену велетнями та освітлювану внутрішнім світилом.
У коміксах, супутніх до серії відеоігор Uncharted, Аґарта — це підземне місто, захищене від магми діамантовим щитом, жителі якого володіли складними машинами.
В аніме-фільмі «Діти, що женуться за зорями» (2011) Макото Шінкая Аґарта зображена як внутрішня поверхня порожнистої Землі, де існує цивілізація, знаннями якої прагнули заволодіти численні лідери минулого. Головна героїня шукає в Аґарті секрет воскресіння.
У комедії «Залізне небо: Прийдешня раса» (2019) обігруються нацистські міфи про Аґарту та теорії змови. Там Аґартою є місто на внутрішній поверхні порожнистої землі, де проживають рептилоїди, котрі керують світом.